# Слимница
Слимница или Сливница (грч. Τρίλοφος, до 1950. грч. Σλήμνιτσα) је насељено место у општини Нестрам у периферији Западна Македонија, Грчка. Према попису из 2021. године био је 1 становник.
Српски географ Боривоје Милојевић, 1920. године наводи да је у Слимници било 80 кућа Словена хришћана. За време грађанског рата село је доста страдало, због борби које су вођене на Грамосу. Локално становништво је преко Албаније избегло у источноевропске земље. После рата, малобројнима који су нађени по околним селима, грчке власти нису дозволиле да се врате у село.